# Laurel Award for Television Writing Achievement
Le Paddy Chayefsky Laurel Award for Television Writing Achievement est une récompense donnée par le conseil d’administration de la guilde des scénaristes américains lors de sa remise de prix annuelle à un professionnel ayant fait avancé l’écriture du scénario télévisuel à travers les années. 
Le prix porte l’intitulé de Paddy Chayefsky.

## Années 1970
- 1976 : Rod Serling
- 1977 : 
  - Everett Greenbaum
  - James Fritzell
- 1978 : Ernest Kinoy
- 1979 : James Costigan

## Années 1980
- 1980 : Howard Rodman
- 1981 : Larry Gelbart
- 1982 : John McGreevey
- 1983 : Herbert Baker
- 1984 : John Gay
- 1985 : Danny Arnold
- 1986 : 
  - Richard Levinson
  - William Link
- 1987 : Reginald Rose
- 1988 :
  - Bob Schiller
  - Bob Weiskopf
- 1989 : Hal Kanter

## Années 1990
- 1990 : David Shaw
- 1991 : Carol Sobieski
- 1992 :
  - Bob Carroll Jr.
  - Madelyn Pugh Davis
  - Jess Oppenheimer
- 1997 : David W. Rintels
- 1993 : Norman Lear
- 1994 : Steven Bochco
- 1995 : Carl Reiner
- 1996 : Paul Henning
- 1998 :
  - James L. Brooks
  - Allan Burns
- 1999 : David Milch

## Années 2000
- 2000 : Paul Monash
- 2001 : David Lloyd
- 2002 : Glen & Les Charles
- 2003 : David E. Kelley
- 2004 : Loring Mandel
- 2005 : Susan Harris
- 2006 : Stephen J. Cannell
- 2007 : John Wells
- 2008 : David Chase
- 2009 : William Blinn

## Années 2010
- 2010 : Larry David
- 2011 : Diane English
- 2012 :
  - Marshall Herskovitz
  - Edward Zwick
- 2013 :
  - Joshua Brand
  - John Falsey
- 2014 : Garry Marshall
- 2015 : Shonda Rhimes